# Park Kyung-ri
Park Kyung-ri (hangul: 박경리; Busan, 5 de julio de 1990), más conocida como Kyungri (hangul: 경리), es una cantante surcoreana. Debutó como integrante del grupo femenino surcoreano Nine Muses en 2012 con el lanzamiento del sencillo «News», estando en él hasta su disolución en 2019.

## Vida y carrera
Asistió y se graduó en la Dae Myung Girls High School. 
En noviembre de 2019 confirmó que estaba saliendo con el cantante Jeong Jin-woon desde finales de 2017, sin embargo en mayo de 2021 la pareja anunció que habían terminado su relación después de cuatro años.

## Carrera
En enero de 2020 se anunció que se había unido a la agencia "YNK Entertainment". Previamente formó parte de la agencia "Star Empire" por siete años.
Antes de convertirse en integrante de Nine Muses,  fue bailarina de apoyo de varios artistas, incluyendo Lee Jung y Chae Yeon.
Kyungri fue presentada como integrante del Nine Muses a mediados de 2012 para sustituir a Bini y Rana que habían dejado el grupo en 2011. Su primer lanzamiento oficial como integrante del grupo fue News.
En 2014, Kyungri, Kevin (miembro de ZE:A) y la cantante Sojin (que también fue integrante de Nine Muses) formaron el grupo proyecto Nasty Nasty.
En el verano de 2016, Kyungri se convirtió en integrante de la primera subunidad oficial de Nine Muses, Nine Muses A.
Kyungri fue la miembro más popular de su grupo extinto Nine Muses.

## Discografía
- Talk About You (2017)[13]
- Blue Moon (2019)
- But I Miss You (2021) [OST] >>https://m.bilibili.com/video/av586897648<<

## Filmografía

### Series de televisión
| Año     | Título                          | Cadena | Personaje              | Notas                                      | Ref.          |
| ------- | ------------------------------- | ------ | ---------------------- | ------------------------------------------ | ------------- |
| 2013    | Reply 1994                      | tvN    | Amiga de Najung        | Con Minha y Erine (miembros de Nine Muses) |               |
| 2016    | I'm Not a Girl Anymore          | tvN    | Papel principal        |                                            |               |
| 2021    | Under Cover                     | JTBC   | Go Yoon-joo (de joven) | Papel secundario                           |               |
| 2022-23 | The Forbidden Marriage          | MBC    | Cho-ran                | Aparición especial                         | [ 14 ] [ 15 ] |
| 2023    | Nam-soon, una chica superfuerte | JTBC   | Noh Son-saeng          |                                            | [ 16 ]        |

### Presentadora
| Año | Título     | Cadena | Notas |
| --- | ---------- | ------ | ----- |
| -   | Section TV | MBC    |       |